# Machaerota ampliata
Machaerota ampliata är en insektsart som beskrevs av Maa 1963. Machaerota ampliata ingår i släktet Machaerota och familjen Machaerotidae.
Artens utbredningsområde är Papua Nya Guinea. Inga underarter finns listade i Catalogue of Life.